# Кабардин, Виталий Александрович
Виталий Александрович Кабардин (род. 28 августа 1982, Саратов, СССР) — российский биатлонист, Мастер спорта международного класса.Победитель Рождественской гонке 2017 года в паре с Ольгой Якушовой  Завершил карьеру в феврале 2018 года

## Карьера
Наибольших успехов Виталий Кабардин добился в Летнем биатлоне. В 2006 году он завоевал бронзу на чемпионате Европы в латвийском Цесисе в гонке преследования. В 2010 году принимал участие в чемпионате мира по летнему биатлону в словацком Осрблье. Кабардин становился чемпионом России в данном виде.
В сезоне 2014/2015 попал в состав сборной России. За неё Кабардин выступает в розыгрыше Кубка IBU.

## Образование
В 2004 году окончил Саратовскую государственную юридическую академию по специальности «юриспруденция».